# 3,4-ジヒドロキシフェニル酢酸
3,4-ジヒドロキシフェニル酢酸(3,4-Dihydroxyphenylacetic acid, DOPAC)は、神経伝達物質であるドーパミンの代謝物質である。ドーパミンは、DOPAC、3-メトキシチラミン(3-MT)、ノルアドレナリンの3つのうちのいずれかに代謝される。前2者は、どちらもモノアミンオキシダーゼ(MAO)とカテコール-O-メチルトランスフェラーゼ(COMT)により分解されてホモバニリン酸を生成する。前者では、ドーパミンはMAOによってDOPACに変換され、続いてCOMTによってHVAとなる。後者では逆に、ドーパミンはCOMTによって3-MTに変換され、続いてMAOによってHVAとなる。
DOPACは、過酸化水素により酸化され、黒質のドーパミン貯蔵胞を破壊する毒性を持つ代謝物質となる。これは、レボドパによるパーキンソン病治療が失敗する原因かもしれない。セレギリンやラサギリン等のモノアミンオキシダーゼB阻害剤により、これを防ぐことができる。

ドーパミンの生分解

この物質は、サウザンブルーガムの樹皮にも見られる。
Arthrobacter protophormiaeの全細胞培養を用いた好気的生物変換により、4-ヒドロキシフェニル酢酸から、52%の収率で合成することができる。